# Perseo (costellazione)
Perseo (in latino Perseus) è una costellazione settentrionale, rappresentante l'eroe greco che uccise il mostro Medusa; è una delle 48 costellazioni elencate da Tolomeo ed è anche una delle 88 costellazioni moderne.
La costellazione contiene la famosa stella variabile Algol (β Persei) ed è anche la sede del radiante dell'annuale sciame meteorico delle Perseidi, il più conosciuto presso il grande pubblico perché il picco di attività ricade attorno al 12-13 agosto. Fra gli astronomi amatoriali Perseo è ben nota per contenere anche il famoso Ammasso Doppio, uno degli oggetti più osservati e fotografati del cielo.

## Caratteristiche

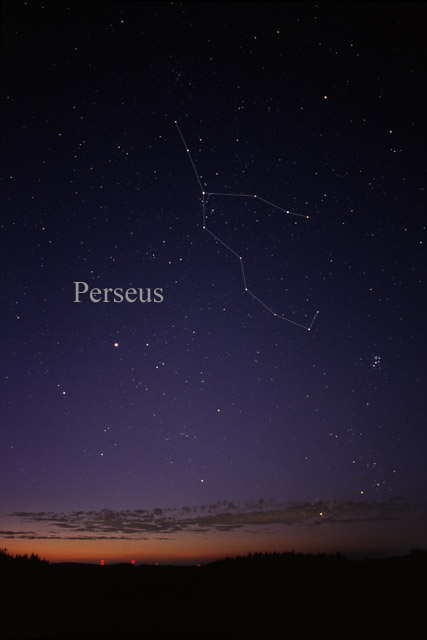
La costellazione di Perseo visibile sull'orizzonte est.

Perseo è una costellazione di dimensioni medio-grandi, estesa fra Andromeda e il brillante pentagono dell'Auriga; è composta da 136 stelle visibili a occhio nudo, molte delle quali riunite in tre gruppi di stelle, il più notevole dei quali è quello di Mirfak (o Algenib, α Persei), verso nord e coincidente con una brillante associazione stellare. Gli altri due gruppi sono centrati uno sulla stella Algol (β Persei) e l'altro sulle due stelle ε Persei e ζ Persei.
La caratteristica più notevole di Perseo è quindi un triangolo composto dalle stelle α, β e ε Persei, il cui vertice settentrionale è formato dalla stella Mirfak. Si individua bene, nell'emisfero boreale, nei mesi fra settembre e marzo, grazie al gran numero di stelle di terza e quarta magnitudine che la compongono, in massima parte di colore blu-azzurro, e grazie alla sua posizione, molto settentrionale. Dall'emisfero australe si può osservare invece bassa sull'orizzonte e nelle regioni più meridionali diventa progressivamente invisibile.
La parte settentrionale della costellazione ospita diversi addensamenti di stelle grazie alla presenza del piano della Via Lattea, che tuttavia in questo tratto appare fortemente oscurata e dunque poco luminosa: questa infatti entra in Perseo da nordovest già in gran parte depauperata dei classici campi stellari che l'accompagnano, se si esclude il ricchissimo addensamento centrato attorno all'Ammasso Doppio; verso il centro della costellazione la sua scia luminosa è quasi impercettibile, mentre riprende ad essere più visibile sul confine con l'Auriga.

### Stelle principali
- Mirphak (α Persei): la stella più luminosa di questa costellazione, chiamata anche Algenib (un nome usato anche per altre stelle, per esempio γ Pegasi). Mirphak (parola araba per "gomito") è una stella supergigante di tipo spettrale F5 Ib (colore giallo), con una magnitudine di 1,79 che si trova ad una distanza di circa 590 anni luce. La sua luminosità è pari a circa 5 000 volte quella del Sole, e il suo diametro è 62 volte tanto.
- Algol (β Persei): è sicuramente la stella più famosa della costellazione. Algol (la stella del Diavolo in arabo) rappresenta l'occhio della gorgone Medusa. È il prototipo di un intero gruppo di stelle variabili, le variabili a eclisse. La sua luminosità apparente varia tra le magnitudini 2,12 e 3,39 in poco meno di tre giorni. Ha un tipo spettrale B8 V (equivalente ad un colore azzurro) e si trova ad una distanza relativamente piccola di 93 anni luce.
- ζ Persei (Menkhib) è una stella supergigante blu di magnitudine 2,84; dista da noi 982 anni luce ed è la più meridionale della costellazione, al confine con il Toro.
- ε Persei (Adid Australis) è una stella azzurra di magnitudine 2,90; si trova non lontano dal centro della costellazione e dista da noi 538 anni luce.

ι Persei è una stella gialla di magnitudine 4,05; è una delle stelle simili al nostro Sole più vicine.

### Stelle doppie
La costellazione contiene alcune interessanti stelle multiple, sebbene la gran parte di esse non sia alla portata di piccoli strumenti amatoriali.
- ζ Persei è una delle stelle più facili: si tratta di un sistema multiplo fra i più facili del cielo ed è composto da una stella di magnitudine 2,84 (la primaria), con una stella di decima a circa 2' di separazione, ben risolvibile con un piccolo telescopio. Un'altra stella di decima si trova a 1,5', mentre ad una separazione inferiore si individuano ulteriori due stelle di nona grandezza.
- τ Persei è un sistema di tre stelle risolvibile in parte con un piccolo telescopio: le due componenti minori sono di decima e undicesima grandezza e si trovano una a quasi 1' e l'altra a soli 3" dalla primaria, una stella gialla di magnitudine 3,9.
- ε Persei è una doppia molto stretta formata da una stella di magnitudine 2,9 e un'altra di settima, separate da soli 9".

| Principali stelle doppie |                                          |                                          |             |             |                                 |         |
| Nome                     | Coordinate equatoriali all'epoca J2000.0 | Coordinate equatoriali all'epoca J2000.0 | Magnitudine | Magnitudine | Separazione (in secondi d'arco) | Colore  |
| Nome                     | AR                                       | Dec                                      | A           | B           | Separazione (in secondi d'arco) | Colore  |
| η Persei                 | 02h 50m 42s                              | +55° 53′ 44″                             | 3,76        | 8,5         | 28,3                            | r + b   |
| τ Persei AB              | 02h 54m 15s                              | +52° 45′ 45″                             | 3,93        | 10,7        | 51,7                            | g + b   |
| τ Persei AC              | 02h 54m 15s                              | +52° 45′ 45″                             | 3,93        | 11,8        | 3,5                             | g + b   |
| γ Persei                 | 03h 04m 45s                              | +53° 31′ :                               | 2,91        | 11,5        | 57,0                            | g + b   |
| ζ Persei AB              | 03h 54m 08s                              | +31° 53′ 01″                             | 2,84        | 9,16        | 12,9                            | azz + b |
| ζ Persei AC              | 03h 54m 08s                              | +31° 53′ 01″                             | 2,84        | 9,1         | 33,0                            | azz + b |
| ζ Persei AD              | 03h 54m 08s                              | +31° 53′ 01″                             | 2,84        | 10,35       | 92,0                            | azz + b |
| ζ Persei AE              | 03h 54m 08s                              | +31° 53′ 01″                             | 2,84        | 9,90        | 120,0                           | azz + b |
| ε Persei                 | 03h 57m 51s                              | +40° 00′ 37″                             | 2,89        | 7,39        | 9,0                             | azz + b |

### Stelle variabili
Le stelle variabili nella costellazione di Perseo sono estremamente abbondanti; tuttavia solo poche sono di facile osservazione, poiché molte sono piuttosto deboli o le loro oscillazioni sono minime.
La più famosa della costellazione, nonché una delle variabili in assoluto più celebri del cielo, è Algol (β Persei), prototipo delle variabili a eclisse di forma regolare, in cui due componenti di un sistema binario si eclissano a vicenda causando la diminuzione della luminosità totale del sistema; l'ampiezza della variazione è dell'ordine di una magnitudine, dunque tale differenza è ben apprezzabile anche ad occhio nudo, semplicemente paragonando la sua luminosità con altre stelle vicine, in particolare con Mirphak.
Fra le Cefeidi classiche spicca AW Persei, che in sei giorni e mezzo varia fra la settima e l'ottava magnitudine; un'altra variabile pulsante di facile osservazione è la V440 Persei, che oscilla di alcuni decimi di magnitudine in circa sette giorni e mezzo.
Fra le semiregolari è da notare ρ Persei, che in circa 50 giorni oscilla fra la terza e la quarta grandezza; anche in questo caso la sua variazione è apprezzabile anche ad occhio nudo.
| Principali stelle variabili |                                          |                                          |             |             |                  |                                |
| Nome                        | Coordinate equatoriali all'epoca J2000.0 | Coordinate equatoriali all'epoca J2000.0 | Magnitudine | Magnitudine | Periodo (giorni) | Tipo                           |
| Nome                        | AR                                       | Dec                                      | Max.        | Min.        | Periodo (giorni) | Tipo                           |
| S Persei                    | 02h 22m 52s                              | +58° 35′ 11″                             | 7,9         | 12,0        | 822:             | Semiregolare                   |
| U Persei                    | 01h 59m 35s                              | +54° 49′ 20″                             | 7,4         | 12,8        | 320,26           | Mireide                        |
| V718 Persei                 | 03h 44m 39s                              | +32° 07′ 36″                             | 12,95       | 13,65       | 1716             | Eclisse                        |
| X Persei                    | 03h 55m 23s                              | +31° 02′ 45″                             | 6,03        | 7,0         | —                | Irregolare                     |
| AW Persei                   | 04h 47m 46s                              | +36° 43′ 22″                             | 7,04        | 7,89        | 6,4636           | Cefeide                        |
| KK Persei                   | 02h 10m 16s                              | +56° 33′ 33″                             | 6,6         | 7,89        | —                | Pulsante                       |
| V440 Persei                 | 02h 23m 52s                              | +55° 21′ 54″                             | 6,18        | 6,32        | 7,570            | Cefeide                        |
| V467 Persei                 | 03h 49m 33s                              | +33° 05′ 29″                             | 5,05        | 5,18        | 22,58            | Eclisse                        |
| V496 Persei                 | 03h 35m 12s                              | +38° 00′ 55″                             | 7,7         | 7,8         | —                | α2 CVn                         |
| Algol                       | 03h 08m 10s                              | +40° 57′ 20″                             | 2,12        | 3,39        | 2,8673           | Eclisse (Prototipo var. Algol) |
| ρ Persei                    | 03h 05m 11s                              | +38° 50′ 26″                             | 3,30        | 4,0         | 50:              | Semiregolare pulsante          |

## Oggetti del profondo cielo

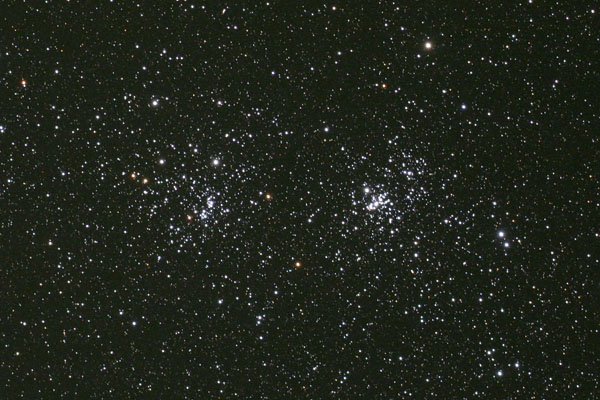
L'Ammasso Doppio di Perseo.

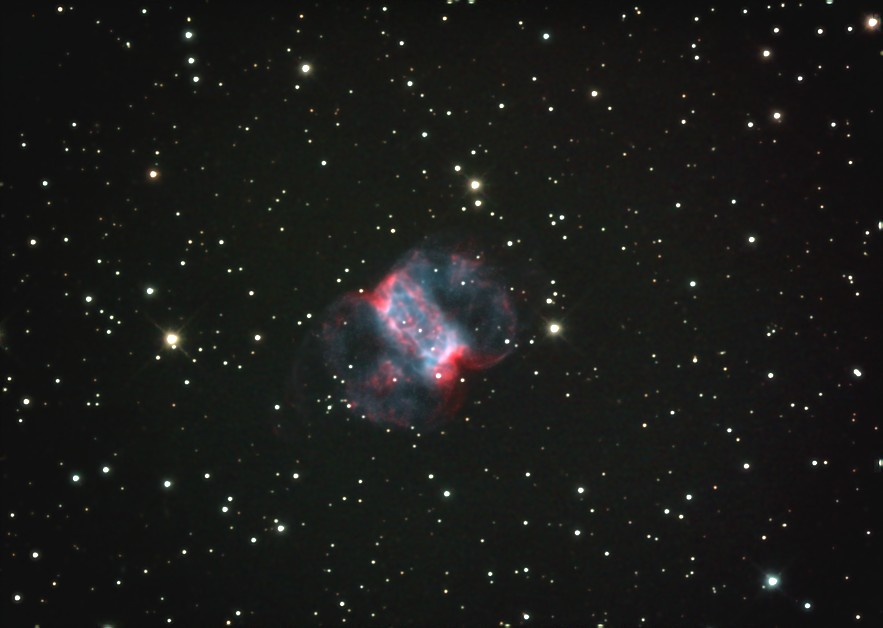
M76, una nebulosa planetaria.

La Via Lattea attraversa la costellazione di Perseo da NW a SE, ma appare in questo tratto meno evidente che in tutte le altre costellazioni: ad occhio nudo, quasi sembra che si interrompa a nord, per poi ricomparire nei pressi della stella Mirfak, e scomparire di nuovo, per riapparire infine solo all'interno del "pentagono" dell'Auriga. Questo "vuoto" ha principalmente due ragioni: la presenza di enormi banchi di nebulosità oscure e la stessa morfologia della nostra Galassia, che qui in questo tratto appare quasi opposta al suo centro. Ciononostante, è comunque una costellazione ricchissima di oggetti galattici.
Perseo contiene una delle associazioni stellari più brillanti della volta celeste: l'Ammasso di Alfa Persei (Mel 20); è dominata dalla gigante Mirfak ed è costituita da alcune decine di stelle di magnitudine compresa fra la 4 e la 7, molte delle quali sono ben visibili anche a occhio nudo. Un binocolo o un piccolo telescopio a corta focale si rivelano gli strumenti ideale per la sua osservazione. La sua distanza è stimata sui 600 anni luce da noi.
Tra gli ammassi aperti, spicca il famoso Ammasso Doppio, formato dai due ammassi h e χ Persei: questi due oggetti (rispettivamente NGC 869 e NGC 884) sono tra i più belli del cielo notturno per l'osservazione con binocoli e piccoli telescopi. Si trovano entrambi a una distanza maggiore di 7 000 anni luce e sono separati fra loro da alcune centinaia di anni luce. Il fatto che siano ancora così luminosi a questa distanza, tanto da avere una lettera della nomenclatura di Bayer assegnata, fa dedurre che siano due ammassi di dimensioni notevoli ed estremamente brillanti. M34 è ammasso aperto con una magnitudine apparente di 5,5; si trova a una distanza di circa 1 400 anni luce e consiste di circa 100 stelle che sono sparse su un'area più grande della Luna piena. Il suo diametro reale è di circa 14 anni luce. A breve distanza dall'Ammasso Doppio si trova un altro ammasso piuttosto appariscente, anche se poco noto; si tratta di Tr 2, al limite della visibilità a occhio nudo e risolvibile anche con un binocolo in un ricco insieme di stelle sparse. Verso il bordo nordorientale della costellazione, infine, è presente un gruppo di ammassi aperti su cui domina NGC 1528, molto brillante e facilmente risolvibile in diverse decine di stelle anche con piccoli strumenti.
Tra le nebulose planetarie, la più cospicua è M76, chiamata anche Piccola Nebulosa Dumbbell, per la sua somiglianza con la più grande Nebulosa Dumbbell. Ha un diametro apparente di 65 secondi d'arco e una luminosità apparente di 10,1.
Tra le nebulose diffuse invece la più notevole è NGC 1499, chiamata anche la Nebulosa California, scoperta nel 1884 dall'astronomo statunitense Edward Emerson Barnard. A causa della sua debolezza, è molto difficile da osservare visualmente, ma è un soggetto tradizionale per gli astrofotografi.
| Principali oggetti non stellari |                                          |                                          |                     |             |                                        |                           |
| Nome                            | Coordinate equatoriali all'epoca J2000.0 | Coordinate equatoriali all'epoca J2000.0 | Tipo                | Magnitudine | Dimensioni apparenti (in primi d'arco) | Nome proprio              |
| Nome                            | AR                                       | Dec                                      | Tipo                | Magnitudine | Dimensioni apparenti (in primi d'arco) | Nome proprio              |
| NGC 650/1                       | 01h 42m 18s                              | 51° 35′ :                                | Nebulosa planetaria | 10,1        | 2,7 × 1,8                              | Nebulosa Piccola Dumbbell |
| NGC 869                         | 02h 19m :                                | +57° 09′ :                               | Ammasso aperto      | 4,3         | 30                                     | Ammasso Doppio            |
| NGC 884                         | 02h 22m :                                | +57° 08′ :                               | Ammasso aperto      | 4,4         | 30                                     | Ammasso Doppio            |
| Tr 2                            | 02h 36m :                                | +55° 55′ :                               | Ammasso aperto      | 5,9         | 20                                     |                           |
| NGC 1023                        | 02h 40m 24s                              | +39° 03′ 46″                             | Galassia            | 9,2         | 7,5 × 3,2                              |                           |
| UGC 2885                        | 03h 53m 04s                              | +35° 35′ 31″                             | Galassia            | 13,5        | 5,5 × 2,2                              |                           |
| M34                             | 02h 42m :                                | +42° 46′ :                               | Ammasso aperto      | 5,5         | 35                                     |                           |
| Mel 20                          | 03h 22m :                                | +49° :                                   | Ammasso aperto      | 1,2         | 185                                    | Ammasso di Alfa Persei    |
| NGC 1342                        | 03h 33m 15s                              | +37° 25′ 04″                             | Ammasso aperto      | 6,7         | 14                                     |                           |
| NGC 1499                        | 04h 03m :                                | +36° 25′ :                               | Nebulosa diffusa    | 6,0         | 150                                    | Nebulosa California       |
| NGC 1528                        | 04h 15m :                                | +51° 13′ :                               | Ammasso aperto      | 6,4         | 18                                     |                           |

## Sistemi planetari
I sistemi planetari noti nella costellazione di Perseo sono tutti costituiti da un solo pianeta conosciuto; in particolare si tratta in tutti i casi di giganti gassosi, grandi da 4 a 7 MJ, e situati in orbite interne, comprese fra 1 e 2 au.
| Sistemi planetari |                                          |                                          |             |                |                              |
| Nome del sistema  | Coordinate equatoriali all'epoca J2000.0 | Coordinate equatoriali all'epoca J2000.0 | Magnitudine | Tipo di stella | Numero di pianeti confermati |
| Nome del sistema  | AR                                       | Dec                                      | Magnitudine | Tipo di stella | Numero di pianeti confermati |
| HD 16175          | 02h 37m 02s                              | +42° 03′ 46″                             | 7,28        | Nana gialla    | 1 (b)                        |
| HD 17092          | 02h 46m 22s                              | +49° 39′ 11″                             | 7,73        | Nana arancione | 1 (b)                        |
| HD 23596          | 03h 48m 00s                              | +40° 31′ 50″                             | 7,24        | Nana gialla    | 1 (b)                        |

## Mitologia

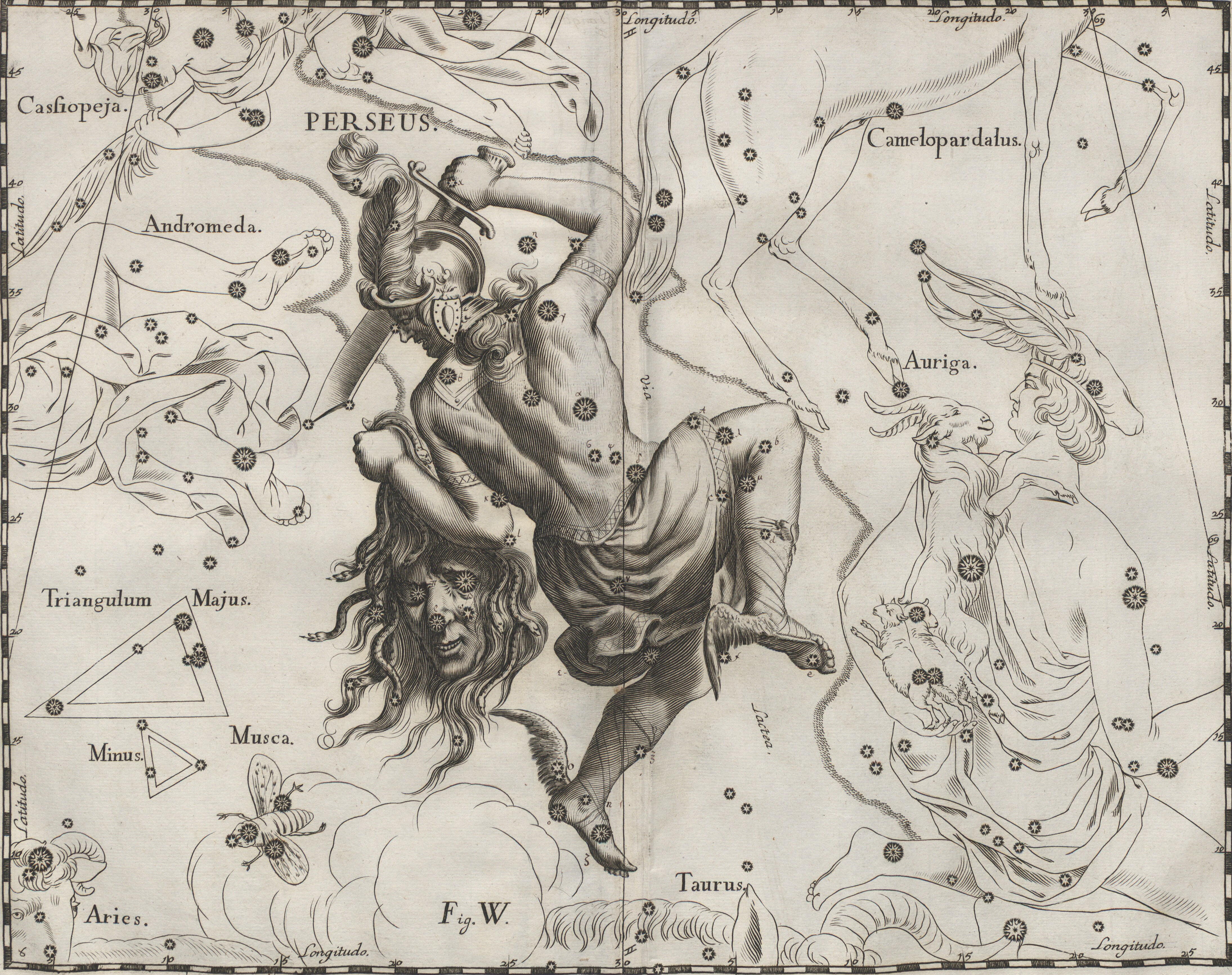
La costellazione di Perseo disegnata da Johannes Hevelius.

Perseo è il protagonista di un famoso mito della Grecia classica. La storia si interseca con quelle riguardanti numerose altre costellazioni, tra cui Cassiopea, Cefeo e Andromeda.
Perseo era il figlio della mortale Danae e del dio Zeus. Partì alla ricerca di Medusa, della quale voleva la testa come regalo di nozze per il re Polidette di Serifo. Con un po' di aiuto dagli dei Ermes e Atena, riuscì ad uccidere la Gorgone e prenderne la testa. Mentre tornava a casa, salvò Andromeda, figlia di Cefeo e Cassiopea, re e regina d'Etiopia, da un mostro marino.